# 閃耀吧，手術刀！
《閃耀吧，手術刀！》，是日本醫生高山路爛原作，山田哲太作畫的醫療漫畫。1989年開始在集英社雜誌《BUSINESS JUMP》上連載了四年。
2005年，原作者高山路爛以「大鐘稔彥」的名義將作品改編為小說《孤高的手術刀 外科醫生 當麻鐵彥》，分上下卷由榮光出版社出版。2007年小說大量加長篇幅，由幻冬舍分6冊文庫本發行。
此作品分別被改編為真人版電影集電視劇。

## 情節
講述外科醫生當麻鐵彥，在滋賀縣的一間民間醫院工作，民間醫院內存在著諸多問題：看大學醫院面色、害怕做大型手術、人手不足、職業道德等，當麻以精湛的醫術和對患者生命高度負責的責任感，盡力搶救每一個生命。
作品內有關肝臟移植的情節，取材自進行亞洲首例肝臟移植手術的臺灣醫生陳肇隆之真實故事。

## 電影
《孤高的手術刀》，2010年6月5日於日本上映的電影，改編自醫療漫畫《孤高的手術刀》（日語：孤高のメス），由成島出執導、堤真一主演。

### 演員
- 當麻鐵彥：堤真一
- 中村浪子：夏川結衣
- 青木隆三：吉澤悠
- 大川翔子：中越典子
- 村上三郎：矢島健一（日语：矢島健一）
- 中村弘平：成宮寬貴
- 島田光治：平田滿
- 實川剛：松重豐
- 白鳥孝雄：德井優
- 矢野文男：本田大輔（日语：本田大輔）
- 丘香織：安藤玉惠
- 大川慎二：點點
- 濱野忠一：菅原大吉（日语：菅原大吉）
- 武井誠：太賀
- 小谷一彥：齋藤步
- 赤岩徹：堀部圭亮（日语：堀部圭亮）
- 上坂記者：比留間彰
- 今泉欽三：掛田誠（日语：掛田誠）
- 今泉真澄：山下容莉枝（日语：山下容莉枝）
- 浜野早苗：宮田早苗（日语：宮田早苗）
- 立松刑事：隆大介
- 武井靜：余貴美子
- 野本六男：生瀨勝久
- 大川松男：柄本明

### 製作
- 導演：成島出
- 編劇：加藤正人
- 製作公司：東映東京攝影所
- 製作委員會：東映、朝日電視台、木下工務店（日语：木下工務店）、Amuse Soft Entertainment、東映VIDEO、讀賣新聞、幻冬舍、博報堂DY媒體夥伴、朝日放送、名古屋電視台、東映衛星放送（日语：東映衛星放送）、北海道電視台、九州朝日放送
- 配給：東映

### 榮譽獎項
- 第34回日本電影金像獎
  - 最佳影片提名
  - 最佳導演提名
  - 最佳編劇提名
  - 最佳男主角提名（堤真一）
  - 最佳女配角提名（夏川結衣）
- 第65回每日電影獎
  - 最佳男主角（堤真一）
  - 最佳女配角（夏川結衣）
- 第2回TAMA電影獎（日语：TAMA CINEMA FORUM） 最佳男主角（堤真一）
- 第32回橫濱電影節 最佳女配角（夏川結衣）
- 第20回東京體育電影大獎 最佳女配角（夏川結衣）
- 第19屆中國金雞百花電影節 最佳外語片

## 電視劇
《孤高的手術刀》，2019年1月13日至3月3日於日本WOWOW電視台連續劇W時段（22:00 - 23:00，JST）播出的電視連續劇，改編自醫療漫畫《孤高的手術刀》（日語：孤高のメス），由瀧澤秀明主演。此劇亦為瀧澤秀明自演藝圈引退的最後一部劇。

### 演員
- 甦生紀念病院 第一外科醫長-當麻鐵彥：瀧澤秀明
- 甦生紀念病院 外科醫師-青木隆三：工藤阿須加
- 甦生紀念病院 手術護理師-大川翔子：山本美月
- 甦生紀念病院 院長-島田光治：石丸幹二
- 近江大學醫學部附屬病院 外科醫師-實川剛：仲村亨
- 湖水町 町長-大川松男：長塚京三

### 製作
- 導演：内片輝（日语：内片輝）
- 編劇：前川洋一（日语：前川洋一）
- 製作公司：WOWOW

## 外部連結
- 電影官方網站 （页面存档备份，存于）
- 電視劇官方網站 （页面存档备份，存于）

## 節目的變遷
| 日本WOWOW 連續劇W                      | 日本WOWOW 連續劇W                    | 日本WOWOW 連續劇W |
| -------------------------------------- | ------------------------------------ | ----------------- |
|                                        | 閃耀吧，手術刀！ （2019.1.13 - 3.3） |                   |
| 潘朵拉IV AI戰爭 （2018.11.11 - 12.16） | 絕叫 （2019.3.24 - 4.14）            |                   |